# Champex
Champex (phát âm tiếng Pháp: [ʃɑ̃pe]; hay Champex-Lac) là một ngôi làng nằm trong bang Valais nói tiếng Pháp của Thụy Sĩ, một phần của đô thị Orsières.
Ngôi làng nằm ở độ cao 1.470 mét trên bờ hồ Lac de Champex, chân núi khối núi Mont Blanc. Đây là điểm khởi đầu cho nhiều chuyến đi bộ vào những ngọn núi và khu lều xung quanh (La Breya, Cabane du Trient, Le Catogne). Champex cũng là một khu nghỉ mát trượt tuyết nhỏ.
Đèo Champex nằm cách Champex vài trăm mét về phía tây.